# Elatostema basiandrum
Elatostema basiandrum är en nässelväxtart som beskrevs av Franz Reinecke. Elatostema basiandrum ingår i släktet Elatostema och familjen nässelväxter. Inga underarter finns listade i Catalogue of Life.